# Incantesimo

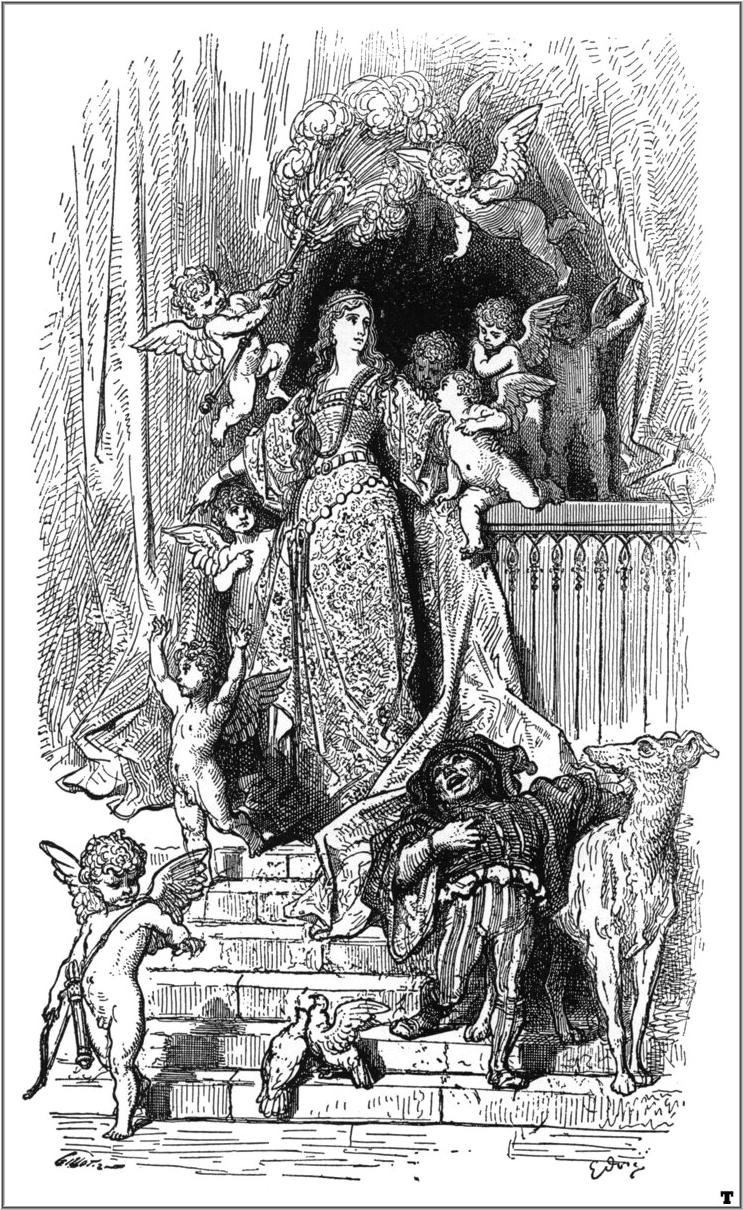
La maga Alcina dell'Orlando furioso, che con l'aiuto di un incantesimo si fa apparire bella

L'incantesimo è la concentrazione di energie volitive verso un preciso scopo, che si prefigge di alterare l'andamento naturale degli eventi o la volontà delle persone.

## Uso del termine
Quasi ogni tradizione magica, e persino religiosa organizzata, ha le sue idee precise rispetto a questo aspetto pratico del lato mistico della vita. Alcuni respingono addirittura anche solo l'idea di potersene servire, ma spesso sono comunque diffusi gesti o rituali scaramantici con lo scopo più o meno intenzionale di favorire il fatto che un certo desiderio si avveri.
L'incantesimo può essere veicolato da parole o da strumenti dedicati a tale scopo, come sigilli, amuleti, talismani, pentacoli, erbe e piante, olii, incensi, rituali, bacchette magiche, ecc. con a volte il supporto di invocazioni di divinità o entità varie, oppure di evocazioni.
Dal punto di vista strettamente etimologico l'incantesimo dovrebbe richiedere l'uso della voce, la ripetizione di parole più o meno in rima, una cantilena, ecc. Esso deriva infatti dal latino incantare con il significato di «cantare formule magiche».